# Dyplomacja (gra komputerowa)

Standardowa mapa do planszowej i komputerowej wersji gry Dyplomacja

Dyplomacja (Diplomacy) – komputerowa strategiczna gra turowa wyprodukowana przez Paradox Interactive i wydana w 2005 roku na platformę Windows. Dyplomacja powstała na bazie gry planszowej o tej samej nazwie, zaprojektowanej przez Allana Calhamera w latach 50. XX wieku.

## Rozgrywka
W przeciwieństwie do innych gier z serii, Dyplomacja jest grą mocno uproszczoną pod względem budowy, która jest niemal identyczna jak w grze planszowej.
Gra toczy się w Europie, na początku XX wieku. Gracz ma do wyboru jedno z siedmiu ówczesnych mocarstw: Wielką Brytanię, Francję, Niemcy, Austro-Węgry, Rosję, Włochy oraz Turcję. Mapa podzielona jest na kilkadziesiąt prowincji, z których najważniejsze posiadają tzw. źródła zasobów. Pozwalają one na utrzymanie i budowę nowych jednostek. 
Dyplomacja jest grą turową, a każda tura trwa pół roku. Podczas tury gracz może przemieszczać swoje armie i floty, atakować innych graczy oraz prowadzić z nimi negocjacje. Celem gry jest zdobycie ponad połowy (tj. co najmniej 18 z 34 istniejących) źródeł zasobów. Bardzo ważnym elementem gry jest dyplomacja, której umiejętne prowadzenie jest kluczem do sukcesu.